# Chi's Sweet Home
Chi's Sweet Home o El Dulce Hogar de Chi es un manga escrito e ilustrado por Konami Kanata. Se ha serializado en la revista semanal de manga de Kōdansha, Shūkan Morning desde 2004.
El manga ha sido distribuido en Norteamérica por Vertical Inc. Hasta la fecha, se ha recopilado en doce volúmenes, y el más reciente se publicó en Estados Unidos en noviembre de 2015.
Una adaptación de anime que duró dos temporadas comenzó a emitirse el 31 de marzo de 2008 y concluyó el 25 de septiembre de 2009.
Una adaptación de anime titulada Chi's Sweet Adventure por 3DCG comenzó a emitirse el 2 de octubre de 2016. Está disponible en Prime Video.
Una nueva temporada del anime, titulada Chi's Sweet Summer Vacation, se estrenó el 19 de julio de 2024 por Netflix.

## Trama
Una gatita gris y blanco con rayas negras se aleja un día de su madre y sus hermanos mientras disfruta de una caminata afuera con su familia. Perdida en su entorno, la gatita lucha por encontrar a su familia y, en cambio, es encontrada por un niño, Youhei, y su madre. Se llevan a la gatita a casa, pero, como no se permiten mascotas en su complejo de viviendas, intentan encontrarle un nuevo hogar. Esto resulta difícil, y la familia decide quedarse con ella. 
Mientras está domesticada, la gatita responde por error a "Chi" (como en shi - de shikko, la palabra japonesa para "orina") y este se convierte en su nombre. Chi luego vive con su nueva familia, aprende sobre diferentes cosas y conoce nuevas personas y animales. 

## Personajes

### Familia Yamada
Chi (チー Chi?)
Seiyū: Satomi Kōrogi
Chi es una pequeña gatita gris y blanco con ojos grandes. Se distrae fácilmente y no tiene mucha experiencia del mundo. Chi se siente particularmente atraída por pequeños objetos en movimiento, pero los animales más grandes, especialmente los perros, la asustan. Aunque su discurso es audible para los espectadores, los Yamadas no pueden escucharla hablar. Se revela que su madre la llamó "Sarah". 
Yohei Yamada (山田 ヨウヘイ Yamada Yōhei?)
Seiyū: Etsuko Kozakura
Yohei es un niño pequeño que encuentra a Chi cuando se pierde. Es alegre, amable, obediente y aficionado a los trenes de juguete. 
Mamá (おかあさん Okaasan?)/Miwa Yamada (山田 ミワ Yamada Miwa?)
Seiyū: Noriko Hidaka
Mamá es ama de casa . Ella se queda en casa con Yohei y Chi. 
Papá (おとうさん Otousan?)/Kento Yamada (山田 ケント Yamada Kento?)
Seiyū: Hidenobu Kiuchi
Papá es el trabajador de la casa, un diseñador gráfico que a menudo trabaja desde casa. Él es muy aficionado a Chi y quiere que le guste a cambio, pero a menudo se le pide que haga cosas que la enojen con él, como llevarla al veterinario o cortarle las garras.

## Manga
La serie de manga está escrita e ilustrada por Kanata Konami. El primer capítulo fue lanzado en el número 6/2004 de la revista de manga Shūkan Morning. Se lanzaron 12 tankōbon. A diferencia de la versión serializada, que es en blanco y negro, la versión tankōbon está a todo color. El manga terminó en junio de 2015. La versión en inglés del manga es publicado por Vertical Inc, y está orientada de izquierda a derecha como un cómic americano, en lugar del formato típico japonés de derecha a izquierda. La razón para esto es para evitar confundir al lector demográfico. También ha sido traducido al francés como Chi - Une vie de chat por Glenat. 

## Anime
La serie de anime está dirigida por Mitsuyuki Masuhara y producida por Madhouse, el primer episodio emitido el 31 de marzo de 2008. Los episodios duran 3 minutos y equivalen a un capítulo del manga. 
El tema de apertura es ¡El hogar es el mejor! (おうちがいちばん Ouchi ga ichiban?)  por Satomi Kōrogi. 
La segunda temporada de Chi's Sweet Home, llamada Chi's Sweet Home: Atarashii Ouchi (チーズスイートホームあたらしいおうち Chīzu Suīto Hōmu: Atarashii Ouchi?), comenzó a emitirse el 30 de marzo de 2009. 
El programa fue doblado al francés y comenzó a transmitirse en Francia en Piwi+ en septiembre de 2014. El 5 de septiembre de 2016, la serie comenzó a transmitirse en Radio-Canada.
En los números 22 y 23 de la revista Shūkan Morning de 2016, se anunció que el manga recibiría una adaptación televisiva de anime 3DCG que comenzó a emitirse el 2 de octubre de 2016 llamada Chi's Sweet Adventure (こねこのチーポンポンらー大冒険 Koneko no Chī: Ponpon-rā dai bōken?). Una versión doblada al inglés de la primera temporada fue transmitida en Prime Video el 21 de abril de 2018.
Una nueva temporada del anime, titulada Chi's Sweet Summer Vacation, se estrenó el 19 de julio de 2024 por Netflix. El tema de apertura "Kokoro Makase" (Follow Your Heart) de kobasolo feat. KOPI, y el tema final es "Myr" de Riko Tanaka.

### Lista de episodios

#### Primera temporada
| # | Título                                                                                     | Estreno                  |
| --- | ------------------------------------------------------------------------------------------ | ------------------------ |
| 1 | «Chi se Pierde» «Chi, maigo ni naru» (チー、迷子になる)                                    | 31 de marzo de 2008      |
| Chi termina perdida cuando camina con su familia. |                                                                                            |                          |
| 2 | «Chi es Recogida» «Chi, hirowareru» (チー、拾われる)                                       | 1 de abril de 2008       |
| Chi es encontrado por un niño y su madre. |                                                                                            |                          |
| 3 | «Chi Tiene un Momento Difícil» «Chi, hidoi me ni au» (チー、ひどい目にあう)                | 2 de abril de 2008       |
| El señor y la señora Yamada intentan bañar a Chi. |                                                                                            |                          |
| 4 | «Chi Olvida» «Chi, wasureru» (チー、忘れる)                                                | 3 de abril de 2008       |
| Chi quiere irse a casa, pero se distrae con una serie de nuevas experiencias. |                                                                                            |                          |
| 5 | «Chi Comienza» «Chi, hajimeru» (チー、始める)                                              | 7 de abril de 2008       |
| Acomodándose en su nuevo hogar, Chi lucha por comprender dónde está el baño. |                                                                                            |                          |
| 6 | «Chi Continúa» «Chi, tsuzukeru» (チー、続ける)                                             | 8 de abril de 2008       |
| Después de que Chi confunde su bolso con un inodoro, el Sr. Yamada se propone comprarle una caja de arena. |                                                                                            |                          |
| 7 | «Chi se Decepciona» «Chi, gakkari suru» (チー、がっかりする)                               | 9 de abril de 2008       |
| El periódico en el que jugaba Chi es reemplazado por una caja de arena. |                                                                                            |                          |
| 8 | «Chi Entiende» «Chi, rikai suru» (チー、理解する)                                          | 10 de abril de 2008      |
| Chi cree que entiende por qué la gente le dice una cierta palabra. |                                                                                            |                          |
| 9 | «Chi Recuerda» «Chi, omoidasu» (チー、思い出す)                                            | 14 de abril de 2008      |
| Chi recuerda a su madre e intenta salir a buscarla. |                                                                                            |                          |
| 10 | «Chi Sueña» «Chi, yumewomiru» (チー、夢を見る)                                             | 15 de abril de 2008      |
| Dormida después de un largo día, Chi tiene sueños y pesadillas sobre su pasado. |                                                                                            |                          |
| 11 | «Chi es Adoptada» «Chi, hikitorareru» (チー、引き取られる)                                 | 16 de abril de 2008      |
| Los Yamadas creen que han encontrado un nuevo dueño para Chi, pero Chi no está tan seguro. |                                                                                            |                          |
| 12 | «Chi Decide» «Chi, kimaru» (チー、決まる)                                                  | 17 de abril de 2008      |
| Los Yamadas deciden que se quedarán con Chi, ya que no pueden dárselo a nadie. |                                                                                            |                          |
| 13 | «Chi se Emociona» «Chi, koufun suru» (チー、興奮する)                                      | 21 de abril de 2008      |
| Se le dice a Yohei que despeje algunas bolas hinchables, pero Chi las derriba. |                                                                                            |                          |
| 14 | «Chi Acepta» «Chi, morau» (チー、もらう)                                                   | 22 de abril de 2008      |
| Al Sr. Yamada le preocupa que Chi no tenga ningún juguete. |                                                                                            |                          |
| 15 | «Chi Juega» «Chi, asobu» (チー、遊ぶ)                                                      | 23 de abril de 2008      |
| Chi tiene un paquete de juguetes nuevos, pero no sabe qué hacer con ellos. |                                                                                            |                          |
| 16 | «Chi se Interpone en el Camino» «Chi, jama suru» (チー、邪魔する)                          | 24 de abril de 2008      |
| El Sr. Yamada está tratando de trabajar. Chi tiene otras ideas. |                                                                                            |                          |
| 17 | «Chi Corre Lejos» «Chi, nigedasu» (チー、逃げ出す)                                         | 28 de abril de 2008      |
| Después de que la señora Yamada la asusta, Chi sale corriendo del departamento. |                                                                                            |                          |
| 18 | «Chi da un Paseo» «Chi, sanpo suru» (チー、散歩する)                                       | 29 de abril de 2008      |
| Chi descubre el mundo fuera del apartamento. |                                                                                            |                          |
| 19 | «Chi Explora» «Chi, tanken suru» (チー、探検する)                                          | 30 de abril de 2008      |
| Mientras Yohei la busca afuera, Chi se divierte descubriendo el parque local. |                                                                                            |                          |
| 20 | «Chi se Queda Sola» «Chi, futatabi maigo ni naru» (チー、再び迷子になる)                   | 1 de mayo de 2008        |
| El parque se vuelve solitario y aterrador por la noche. |                                                                                            |                          |
| 21 | «Chi va al Hospital (Parte 1)» «Chi, byouin ni iku – zenpen» (チー、病院に行く(前編))      | 5 de mayo de 2008        |
| Es hora del chequeo de salud de Chi, pero ¿cómo sacarla de contrabando? |                                                                                            |                          |
| 22 | «Chi va al Hospital (Parte 2)» «Chi, byouin ni iku – chuhen» (チー、病院に行く(中編))      | 6 de mayo de 2008        |
| La casera casi ve a Chi, pero el pensamiento rápido de Yohei salva el día. |                                                                                            |                          |
| 23 | «Chi va al Hospital (Parte 3)» «Chi, byouin ni iku – kouhen» (チー、病院に行く(後編))      | 7 de mayo de 2008        |
| El primer chequeo médico de Chi es una experiencia traumática. |                                                                                            |                          |
| 24 | «Chi Odia» «Chi, iyagaru» (チー、嫌がる)                                                   | 8 de mayo de 2008        |
| Chi teme que el Sr. Yamada quiera llevarla a otro chequeo y no se acerque a él. |                                                                                            |                          |
| 25 | «Chi Obsesionada» «Chi, kodawaru» (チー、こだわる)                                         | 12 de mayo de 2008       |
| Chi quiere rascarse algo. Desafortunadamente, sus objetos de elección son muy caros. |                                                                                            |                          |
| 26 | «Chi Elige» «Chi, erabu» (チー、選ぶ)                                                      | 13 de mayo de 2008       |
| El Sr. Yamada consigue un nuevo par de jeans, pero Chi prefiere los viejos. |                                                                                            |                          |
| 27 | «Chi no Entiende» «Chi, gokai suru» (チー、誤解する)                                       | 14 de mayo de 2008       |
| Los Yamada le compran a Chi una tabla para rascar, pero ella no está segura de lo que debe hacer. |                                                                                            |                          |
| 28 | «Chi Obtiene sus Garras Recortadas» «Chi, tsume wo kirareru» (チー、爪を切られる)          | 15 de mayo de 2008       |
| El Sr. Yamada emprende la peligrosa misión de cortar las garras de Chi. |                                                                                            |                          |
| 29 | «Chi Evita Salir» «Chi, ashidome suru» (チー、足止めする)                                  | 19 de mayo de 2008       |
| La Sra. Yamada necesita ir de compras, pero Chi quiere venir a dar un paseo. |                                                                                            |                          |
| 30 | «Chi es Atraída» «Chi, tsurareru» (チー、釣られる)                                         | 20 de mayo de 2008       |
| Las cosas son inexplicablemente aburridas en la casa de Chi, y la cena es inusualmente grande... hay una conspiración para ayudarla a ser independiente. |                                                                                            |                          |
| 31 | «La Casa de Chi se Sienta (Parte 1)» «Chi, rusuban suru (zenpen)» (チー、留守番する(前編)) | 21 de mayo de 2008       |
| Es el primer día de Chi solo en casa, pero el Sr. Yamada está preocupado por ella. |                                                                                            |                          |
| 32 | «La Casa de Chi se Sienta (Parte 2)» «Chi, rusuban suru (kouhen)» (チー、留守番する(後編)) | 22 de mayo de 2008       |
| Chi se entera de que un departamento sin humanos no es tan encantador como parece. |                                                                                            |                          |
| 33 | «Chi Encuentra» «Chi, mitsukeru» (チー、見つける)                                          | 26 de mayo de 2008       |
| La Sra. Yamada necesita sacar la basura, pero Chi se aferra a la bolsa. La Sra. Yamada distrae a Chi con una pelota, pero mientras la Sra. Yamada está fuera, Chi sube a una ventana y casi se la ve. |                                                                                            |                          |
| 34 | «Chi Quiere Ver» «Chi, mitagaru» (チー、見たがる)                                          | 27 de mayo de 2008       |
| La Sra. Yamada quita los libros y las cajas para que Chi no pueda subir a la ventana. Sin embargo, cuando Chi salta, está a solo unos centímetros de llegar al alféizar de la ventana. |                                                                                            |                          |
| 35 | «Chi Ve» «Chi shizu» (チー・シーズ)                                                        | 28 de mayo de 2008       |
| Chi puede saltar al alféizar de la ventana, por lo que la Sra. Yamada cierra la puerta del cuarto de trabajo del Sr. Yamada. Esto enoja a Chi. El Sr. Yamada compra un animal de peluche. |                                                                                            |                          |
| 36 | «Chi es Encontrada» «Chi ga mitsukarimashita» (チーが見つかりました)                       | 29 de mayo de 2008       |
| Cuando habla con algunos vecinos afuera, la Sra. Yamada cree que han visto a Chi en la ventana. Sin embargo, fue el animal de peluche el que compró el Sr. Yamada. Entonces, compran más animales de peluche para poner en el alféizar de la ventana para que Chi se mezcle.                                                                            |                                                                                            |                          |
| 37 | «Chi se Mueve Profundamente» «Chi wa fukaku ugoite iru» (チーは深く動いている)             | 2 de junio de 2008       |
| Chi busca un refrigerio delicioso, luego come panqueques de Yohei y los encuentra deliciosos. |                                                                                            |                          |
| 38 | «Chi Tiene una Pelea» «Chi ni wa kenka ga arimasu» (チーには喧嘩があります)                | 3 de junio de 2008       |
| Chi piensa que todo lo que juega Yohei es presa. Entonces, Yohei intenta encontrar cosas que a Chi no le gusten, pero solo hace que Chi esté más feliz y luego se frota contra la mano de Yohei. |                                                                                            |                          |
| 39 | «Chi Toma un Baño» «Chi wa basuninoru» (チーはバスに乗る)                                  | 4 de junio de 2008       |
| Chi sospecha de lo divertido que se divierten Yohei y papá en el baño, así que ella entra a ver qué están haciendo. Después de que Yohei vierte juguetes en la bañera, Chi los mira y quiere jugar, pero desafortunadamente cae en la bañera. |                                                                                            |                          |
| 40 | «Chi Tiene un Enfrentamiento» «Chi wa taiketsu o okoshite iru» (チーは対決を起こしている)  | 5 de junio de 2008       |
| Yohei y Chi se molestan mutuamente con sus malas posturas para dormir, y luego duermen cómodos juntos. |                                                                                            |                          |
| 41 | «Chi se Mantiene Firme»                                                                    | 9 de junio de 2008       |
| Mientras Chi y Yohei están jugando en la caja de arena, un gran gato negro aparece detrás de los arbustos para que corran adentro y el gato negro entre a su casa. |                                                                                            |                          |
| 42 | «Encuentros de Chi»                                                                        | 10 de junio de 2008      |
| El gato negro aparece de nuevo en la casa de Yamada y come la cena de Chi mientras los otros están lejos. |                                                                                            |                          |
| 43 | «Chi es Comestible»                                                                        | 11 de junio de 2008      |
| Después de comer la cena de Chi, el gato negro la levanta y camina para tomar su juguete para masticar y Chi trata de protegerlo. Entonces el gato negro decide acicalar la espalda de Chi y Chi se da cuenta de que el gato no es tan malo como parece. Y se va una vez más a los arbustos.                                                            |                                                                                            |                          |
| 44 | «Chi Informa»                                                                              | 15 de junio de 2008      |
| Todos le cuentan a papá sobre el gran gato negro en la cena. |                                                                                            |                          |
| 45 | «Chi Recibe Atención»                                                                      | 16 de junio de 2008      |
| Chi quiere jugar con todos, pero todos están demasiado ocupados. Una vez que todos se juntan para jugar con ella, no le gusta la atención y se aleja. |                                                                                            |                          |
| 46 | «Chi Recoge Intereses»                                                                     | 17 de junio de 2008      |
| Chi intenta captar la atención de la familia Yamada cuando se sientan juntos y discuten cómo deben ir a Kioto después de ver una postal de la abuela. |                                                                                            |                          |
| 47 | «Palos de Chi»                                                                             | 18 de junio de 2008      |
| Chi está sentada en casa otra vez y se pega la cola a un rollo de cinta. |                                                                                            |                          |
| 48 | «Chi Finge Ignorancia»                                                                     | 19 de junio de 2008      |
| Chi intenta quitarle la cinta de la cola y, en el proceso, destruye la habitación de papá. |                                                                                            |                          |
| 49 | «Chi Persigue»                                                                             | 23 de junio de 2008      |
| Chi sigue al gato negro y le habla. |                                                                                            |                          |
| 50 | «Chi Aprende»                                                                              | 24 de junio de 2008      |
| El gato negro esconde a Chi de un perro y luego le dice que es un gato. |                                                                                            |                          |
| 51 | «Prácticas de Chi»                                                                         | 25 de junio de 2019      |
| Chi se esconde de un perro, luego no puede encontrar el camino a casa. |                                                                                            |                          |
| 52 | «Chi Va a Casa»                                                                            | 26 de junio de 2008      |
| Chi regresa a casa siguiendo el consejo del gran gato negro mirando al cielo. |                                                                                            |                          |
| 53 | «Chi Rebeldes»                                                                             | 30 de junio de 2008      |
| Papá trata de llevar a Chi al veterinario, por lo que ella corre afuera. La mujer de la tierra casi la ve hasta que el gato negro salta por una ventana salvando a la familia Yamada y Chi. |                                                                                            |                          |
| 54 | «Chi Resiste»                                                                              | 1 de julio de 2008       |
| Papá saca la canasta para llevar a Chi al veterinario, pero Chi sabe que la canasta significa que irá al veterinario, por lo que huye cada vez que intentan llevarla allí. Hasta que ella se atrapa y Yohei la atrapa. |                                                                                            |                          |
| 55 | «Chi Crece Tímida»                                                                         | 2 de julio de 2008       |
| Chi va al veterinario después de que Yohei la captura. Cuando regresa a casa, el gato negro le dice que no confíe en los humanos, pero Chi no sabe qué es la confianza. |                                                                                            |                          |
| 56 | «Chi Encuentra Camaradas»                                                                  | 3 de julio de 2008       |
| Chi regresa a casa solo para comer, pero recibe un regalo de Tuna y le dice a la familia Yamada que sean sus camaradas. |                                                                                            |                          |
| 57 | «Chi se Emociona»                                                                          | 7 de julio de 2008       |
| Hay una tormenta en la casa de Yamada. |                                                                                            |                          |
| 58 | «Chi es Expulsada»                                                                         | 8 de julio de 2008       |
| Cuando Yohei sale para evitar que su camión de juguete sea barrido por la tormenta, Chi queda afuera. |                                                                                            |                          |
| 59 | «Chi se Sorprende»                                                                         | 9 de julio de 2008       |
| Papá encuentra a Chi fuera de la ventana en la tormenta. |                                                                                            |                          |
| 60 | «Chi Persigue»                                                                             | 10 de julio de 2008      |
| Se va la luz en la casa de Yamada, así que papá saca la linterna y Chi la persigue, luego mamá y Yohei juegan con Chi con la linterna en la oscuridad. |                                                                                            |                          |
| 61 | «Abrazos de Chi»                                                                           | 14 de julio de 2008      |
| Yohei se enferma, pero Chi todavía quiere jugar. Entonces ella se para sobre él mientras él duerme, luego finalmente se abraza y duerme junto a él. |                                                                                            |                          |
| 62 | «Chi Permanece Cerca»                                                                      | 15 de julio de 2008      |
| Mamá se enferma, así que Yohei trata de ayudarla. |                                                                                            |                          |
| 63 | «Chi da la Vuelta»                                                                         | 16 de julio de 2008      |
| Después de que Yohei y mamá ya no están enfermas, papá se resfría. |                                                                                            |                          |
| 64 | «Chi Molesta»                                                                              | 17 de julio de 2008      |
| Papá está tratando de mejorar, pero todo lo que Chi quiere hacer es jugar. |                                                                                            |                          |
| 65 | «Chi Quiere»                                                                               | 21 de julio de 2008      |
| Chi prueba un sabroso manjar de gato y se niega a cenar. |                                                                                            |                          |
| 66 | «Chi se Enfurruña»                                                                         | 22 de julio de 2008      |
| Yohei y papá están fuera, por lo que mamá se pone al día con las tareas del hogar y asusta accidentalmente a Chi mientras limpia los pisos, por lo que la soborna con bocadillos. |                                                                                            |                          |
| 67 | «Chi Encuentra»                                                                            | 23 de julio de 2008      |
| Mientras se prepara para salir, la Sra. Yamada pierde su anillo, Chi luego la ayuda a encontrar su anillo. |                                                                                            |                          |
| 68 | «Amasamientos de Chi»                                                                      | 24 de julio de 2008      |
| Chi busca un lugar para la siesta, luego termina amasando y durmiendo con la Sra. Yamada. |                                                                                            |                          |
| 69 | «Chi Piensa»                                                                               | 28 de julio de 2008      |
| Chi consigue que pruebe la leche y termina queriendo más, así que trata de pensar en una forma de obtener más, pero finalmente se olvida de la leche mientras juega con una bolsa de plástico. |                                                                                            |                          |
| 70 | «Chi Sabe»                                                                                 | 29 de julio de 2008      |
| Los Yamadas deciden preparar una comida para Chi, pero cuando se la dan, se olvidan de enfriar la comida y Chi se enoja. |                                                                                            |                          |
| 71 | «Chi Come en Exceso»                                                                       | 30 de julio de 2019      |
| Chi encuentra dónde está almacenada su comida y termina comiendo todo lo que quiere, el Sr. y la Sra. Yamada se preocupan si está enferma cuando no come, pero luego descubre por qué no había comido. |                                                                                            |                          |
| 72 | «Chi Cuelga Alrededor»                                                                     | 31 de julio de 2008      |
| Mientras los Yamadas cenan, terminan dando trozos de su comida a Chi, lo que la hace creer que toda la comida en la mesa es deliciosa. Para que dejara de rogar por su comida, pusieron su plato de comida para gatos y ella sobre la mesa haciéndola feliz.                                                                                            |                                                                                            |                          |
| 73 | «Cobertizos de Chi»                                                                        | 4 de agosto de 2008      |
| La temporada de desprendimiento de Chi ha comenzado a dejar pieles por toda la casa. Luego, una mujer del vecindario se detiene para que los Yamadas también tengan que esconder a Chi y todo su pelaje. |                                                                                            |                          |
| 74 | «Chi se Cepilla»                                                                           | 5 de agosto de 2008      |
| Chi se está deshaciendo, por lo que el Sr. Yamada decide comprar un cepillo para Chi. Chi ignora el intento del Sr. Yamada de cepillarla por primera vez, pero una vez que comienza, a ella realmente le gusta que la peinen porque le recuerda algo de su pasado.                                                                                      |                                                                                            |                          |
| 75 | «Chi le Gusta»                                                                             | 6 de agosto de 2008      |
| A Chi realmente le gusta que la cepillen, así que termina siguiendo al Sr. Yamada en todas partes pidiendo que la cepille. Chi termina obteniendo lo que quiere pidiendo que la cepille hasta el punto en que el brazo del Sr. Yamada comienza a cansarse                                                                                               |                                                                                            |                          |
| 76 | «Chi Rompe»                                                                                | 7 de agosto de 2008      |
| Después de ser cepillado, Chi deja pelaje en el cepillo que Yohei recoge hasta que tiene suficiente para una pelota grande. Cuando el Sr. Yamada descubre lo que Yohei ha estado haciendo, la familia habla de eso hasta que Chi agarra la bola de piel y comienza a jugar con ella, enviando la piel volando a todas partes.                           |                                                                                            |                          |
| 77 | «Chi No lo Entiende»                                                                       | 11 de agosto de 2008     |
| Chi y Yohei quieren jugar pero parecen tener diferentes definiciones de diversión, la Sra. Yamada les dice que limpien para que puedan comer bocadillos y mientras limpian, los dos encuentran la manera de jugar juntos y divertirse. |                                                                                            |                          |
| 78 | «Chi se Esconde»                                                                           | 12 de agosto de 2008     |
| Chi y Yohei deciden jugar a las escondidas. |                                                                                            |                          |
| 79 | «Chi Esconde Algo Más»                                                                     | 13 de agosto de 2008     |
| Jugando a las escondidas con Yohei, Chi se esconde en un cajón de la cómoda, pero cuando Yohei va a tomar un aperitivo se olvida de encontrar a Chi, mientras Chi se duerme en el dibujo de la cómoda que la Sra. Yamada cierra más tarde. Más tarde esa noche, los Yamadas se dan cuenta de que Chi está perdido.                                      |                                                                                            |                          |
| 80 | «Chi se Encuentra»                                                                         | 14 de agosto de 2008     |
| Yohei recuerda The sobre el juego de las escondidas y los Yamadas comienzan a buscar a Chi, mientras Chi se despierta y trata de escapar del cajón. Los Yamadas luego encuentran a Chi después de que la Sra. Yamada recuerda cerrar el cajón. |                                                                                            |                          |
| 81 | «Chi Aprende»                                                                              | 18 de agosto de 2008     |
| Chi aprende a abrir la puerta de la pantalla cuando el gato oso negro le muestra cómo, Chi también aprende cómo marcar su territorio y cazar presas aprendiendo del gato oso negro, a pesar de que arruina a los gatos oso negro que cazan presas. |                                                                                            |                          |
| 82 | «Chi Falla»                                                                                | 19 de agosto de 2008     |
| Chi continúa siguiendo al gato oso negro, luego persigue palomas, no importa lo que haga Chi, ella no puede atrapar palomas, incluso después de tratar de atraparlas como el gato oso negro presa. |                                                                                            |                          |
| 83 | «Chi Juega un Juego»                                                                       | 20 de agosto de 2008     |
| Chi persigue palomas mientras el gato oso negro mira pero ella no puede atrapar ninguna. Después de que una paloma se rio de él, el gato oso negro le dice a Chi que se acerque sigilosamente a las palomas usando los arbustos, y ella lo hace, pero cuando salta sobre las palomas, todas vuelan hacia ella y no logra atraparlas.                    |                                                                                            |                          |
| 84 | «Chi es Visto»                                                                             | 21 de agosto de 2008     |
| Mientras Chi y el gato oso negro se dirigen a casa, ven a otro gato orinando en un automóvil. Gato oso negro, furioso porque el auto es parte de su territorio, ahuyenta al otro gato. Desafortunadamente, el dueño del auto ve la orina en su parachoques y culpa al gato oso negro. Chi y el gato oso negro se ven obligados a huir a la casa de Chi. |                                                                                            |                          |
| 85 | «Chi Abre»                                                                                 | 25 de agosto de 2008     |
| Chi abre la puerta de la pantalla e intenta salir cuando Yohei la detiene. Cuando los Yamadas intentan descubrir por qué se abrió la puerta de la pantalla, miran cómo Chi abre la puerta de la pantalla nuevamente e intenta escapar. Impiden que Chi vuelva a salir y esta vez levanta la puerta de la pantalla para que no pueda abrirla ella misma. |                                                                                            |                          |
| 86 | «Chi se Esconde»                                                                           | 26 de agosto de 2008     |
| La casera viene a visitarla, por lo que los Yamadas deben esconder a Chi de ella y toda evidencia de ella. |                                                                                            |                          |
| 87 | «Chi Oculta Más»                                                                           | 27 de agosto de 2008     |
| Con la visita de la casera, Youkei y Chi se esconden en el baño, pero desafortunadamente porque Chi quiere jugar, los Yamadas tienen que intentar inventar excusas para que no encuentre a Chi. |                                                                                            |                          |
| 88 | «Chi Hace las Paces»                                                                       | 28 de agosto de 2008     |
| El Sr. y la Sra. Yamada discuten qué deberían hacer con Chi, pero Chi los distrae al querer jugar. |                                                                                            |                          |
| 89 | «Chi es Fotografiada»                                                                      | 1 de septiembre de 2008  |
| El Sr. Yamada quiere tomar una foto de Chi, pero cada vez que está a punto de tomar la foto, Chi se mueve, así que cuando finalmente logran que mire a la cámara, a Chi realmente no le gusta el flash. |                                                                                            |                          |
| 90 | «Chi es Atacada»                                                                           | 2 de septiembre de 2008  |
| Juri viene de visita, pero Chi no parece contento con su llegada, y decide que no puede bajar la guardia alrededor de Juri. |                                                                                            |                          |
| 91 | «Chi Está Interesada»                                                                      | 3 de septiembre de 2008  |
| Juri trajo un cangrejo con ella de su casa y Chi está interesada en el cangrejo vivo, también Juri decide acariciar a Chi pero es un poco rudo, pero al final Chi cree que es divertido. |                                                                                            |                          |
| 92 | «Chi lo Golpea»                                                                            | 4 de septiembre de 2008  |
| Chi está enamorado de Juri y comienzan a jugar, dejando a Yohei sintiéndose excluido. |                                                                                            |                          |
| 93 | «Chi Aprende»                                                                              | 8 de septiembre de 2008  |
| Chi sigue al gato oso negro afuera y el gato oso negro y Chi intentan robar comida pero terminan siendo vistos por la casera y otro residente. |                                                                                            |                          |
| 94 | «Chi es Acorralada»                                                                        | 9 de septiembre de 2008  |
| Chi y el gato oso negro escapan del terreno y son perseguidos afuera, mientras Yohei y la Sra. Yamada buscan a Chi y terminan viendo a Chi y al gato oso negro escapar, Chi y el gato oso negro luego corren hacia un edificio y suben escalera. |                                                                                            |                          |
| 95 | «Chi Descansa»                                                                             | 10 de septiembre de 2008 |
| Chi y el gato oso negro escapan de la casera refugiándose en la casa del gato oso negro, pero la casera descubre dónde se aloja el gato oso negro y tienen que escapar por la ventana. Yohei y la Sra. Yamada continúan siguiendo el rastro de Chi. |                                                                                            |                          |
| 96 | «Chi Aprende»                                                                              | 11 de septiembre de 2008 |
| Chi debe saltar por la ventana hacia el techo de otro edificio, pero está demasiado asustado para hacerlo, por lo que el gato oso negro le dice que "sonría y mire hacia adelante", dándole el coraje para saltar. Luego, mientras Chi y el gato oso negro se bajan del techo usando un árbol, Yohei ve al gato oso negro ayudando a Chi.               |                                                                                            |                          |
| 97 | «Chi se Esfuerza»                                                                          | 15 de septiembre de 2008 |
| Los Yamadas discuten cómo Chi fue vista por la casera, mientras Chi sube las cortinas y termina atrapado y enredado. |                                                                                            |                          |
| 98 | «Chi Desea»                                                                                | 16 de septiembre de 2008 |
| La casera envía un aviso indicando que las mascotas están prohibidas en los apartamentos, pero Chi quiere salir y visitar al gato oso negro. |                                                                                            |                          |
| 99 | «Chi Espera»                                                                               | 17 de septiembre de 2008 |
| Chi está triste porque no se le permite salir y jugar con el gato oso negro, por lo que Chi espera en la puerta todo el día deseando salir, mientras que el Sr. y la Sra. Yamada discuten qué es lo mejor para Chi. |                                                                                            |                          |
| 100 | «Chi Ruega»                                                                                | 18 de septiembre de 2008 |
| Chi está triste y mira a la luna con ganas de salir cuando el gato oso negro aparece en la puerta, Chi le ruega a Yohei que abra la puerta para que Chi pueda jugar con el gato oso negro y Yohei cede y abre la puerta haciendo que Chi contento. |                                                                                            |                          |
| 101 | «Promesas de Chi»                                                                          | 22 de septiembre de 2008 |
| El gato oso negro le trae a Chi un "recuerdo" y juega con ella. Luego, cuando el gato oso negro se va, Chi le pide al gato oso negro que juegue con ella más tarde y el gato oso negro acepta, luego se va. |                                                                                            |                          |
| 102 | «Chi ve Apagado»                                                                           | 23 de septiembre de 2008 |
| Los Yamadas y Chi miran mientras El gato oso negro y su familia empacan y se mueven y cuando el gato oso negro se va, Chi no se da cuenta de que el gato oso negro se está moviendo. |                                                                                            |                          |
| 103 | «Chi Llora»                                                                                | 24 de septiembre de 2008 |
| El gato oso negro se aleja, así que Chi está triste. |                                                                                            |                          |
| 104 | «Chi Descubre»                                                                             | 25 de septiembre de 2008 |
| Chi descubre que el gato oso negro todavía está allí, simplemente no puede verlo. |                                                                                            |                          |

#### Segunda temporada (Atarashii Ouchi)
| # | Título                                                                | Estreno             |
| --- | --------------------------------------------------------------------- | ------------------- |
| 1 | «Chi Va al Oeste» «Chi, motomeru» (チー、求める)                      | 30 de marzo de 2009 |
| La familia Yamada habla sobre si deberían enviar a Chi con Juri a Hokkaido o no. |                                                                       |                     |
| 2 | «Chi es Llevado» «Chi, tsurete ikareru» (チー、連れて行かれる)        | 31 de marzo de 2009 |
| Papá sueña que Chi es llevada a Hokkaido por Juri. |                                                                       |                     |
| 3 | «Chi Corre Lejos» «Chi, iede suru» (チー、家出する)                   | 1 de abril de 2009  |
| Youhei escucha a mamá y papá hablando de enviar a Chi y huir con ella. Chi huye de Youhei cuando está hablando con sus padres en el parque y persigue a un pájaro. |                                                                       |                     |
| 4 | «Chi Decide de Nuevo» «Chi, mou ichido kimaru» (チー、もう一度決まる) | 2 de abril de 2009  |
| Chi regresa con la familia y deciden que, en lugar de alejarla, se mudarán a una casa donde se permiten mascotas. |                                                                       |                     |
| 5 | «Chi se Prepara» «Chi, junbi suru» (チー、準備する)                   | 3 de abril de 2009  |
| La familia Yamada empaca sus pertenencias mientras Chi está atrapado en una caja sin que lo sepan. |                                                                       |                     |
| 6 | «Chi Imagina» «Chi, souzou suru» (チー、想像する)                     | 6 de abril de 2009  |
| Chi se aísla en el baño mientras las mudanzas toman las cajas e imaginan todas las cosas malas que serían los ruidos. |                                                                       |                     |
| 7 | «Chi Recuerda» «Chi, omoidasa reru» (チー、思い出される)              | 7 de abril de 2009  |
| Chi sale del baño y se va a un nuevo hogar con la familia Yamada. |                                                                       |                     |
| 8 | «Chi se Mueve» «Chi, hikkosu» (チー、引っ越す)                        | 8 de abril de 2009  |
| La familia Yamada lleva a Chi a la nueva casa, pero Chi no quiere salir de la caja, pensando que es el hospital de animales. |                                                                       |                     |
| 9 | «Chi Huele Cosas» «Chi, kagu» (チー、嗅ぐ)                            | 13 de abril de 2009 |
| Mientras Chi está en el nuevo hogar, ella capta olores extraños alrededor de la casa. Ella quiere volver a la vieja casa. |                                                                       |                     |
| 10 | «Chi Va a Explorar» «Chi, kaitaku suru» (チー、開拓する)              | 14 de abril de 2009 |
| Chi hace que todo en su nuevo hogar huela a ella. |                                                                       |                     |
| 11 | «Chi Va a Escalar» «Chi, noboru» (チー、登る)                         | 15 de abril de 2009 |
| Chi sube las escaleras. |                                                                       |                     |
| 12 | «Chi Trastes»                                                         | 16 de abril de 2009 |
| Chi se pregunta tristemente si su nuevo hogar está bien para ella. |                                                                       |                     |
| 13 | «Chi Tiene una Idea»                                                  | 20 de abril de 2009 |
| Chi descubre cómo usar la puerta del gatito. |                                                                       |                     |
| 14 | «Chi Dice Hola (Parte 1)»                                             | 21 de abril de 2009 |
| Chi y los Yamadas visitan a sus nuevos vecinos, Akashi, dueño de un perico, Lucky, y Furukawa, que posee un conejo, Mi-chan. |                                                                       |                     |
| 15 | «Chi Dice Hola (Parte 2)»                                             | 22 de abril de 2009 |
| Chi y los Yamadas continúan conociendo a sus nuevos vecinos, incluida una mujer llamada Ijyuin con una gata dorada de pelo largo llamada Alice. |                                                                       |                     |
| 16 | «¡Chi Desafiada!»                                                     | 23 de abril de 2009 |
| Chi y los Yamadas se encuentran con su vecino de al lado, Kusano Yuki, con un perro, David. |                                                                       |                     |
| 17 | «Chi Entra en el Patio»                                               | 27 de abril de 2009 |
| Chi finalmente sale a su nuevo patio trasero. |                                                                       |                     |
| 18 | «Chi se Iguala»                                                       | 28 de abril de 2009 |
| Chi no está contenta con el perro David de al lado, pero descubre que David no puede entrar en su patio trasero. |                                                                       |                     |
| 19 | «Chi le da la Bienvenida»                                             | 29 de abril de 2009 |
| La vecina de Chi, Alice, entra en su casa. |                                                                       |                     |
| 20 | «Chi se Divierte Sobre»                                               | 30 de mayo de 2009  |
| Chi persigue a una mariposa y entra en el patio de Kusano. |                                                                       |                     |
| 21 | «Chi Sale a la Calle»                                                 | 5 de mayo de 2009   |
| Chi descubre el exterior de su patio. |                                                                       |                     |
| 22 | «Chi se Marea»                                                        |                     |
| Chi sigue a otros gatos y se aleja de casa. |                                                                       |                     |
| 23 | «Chi Vuelve»                                                          |                     |
| Chi regresa a su antiguo hogar pero se da cuenta de algo y se pregunta dónde está su hogar. |                                                                       |                     |
| 24 | «Chi es Invitado a»                                                   |                     |
| Chi se encuentra con un gato naranja, blanco y negro llamado Mike y es invitado a su casa. Él le pregunta a Chi si ella quiere quedarse en su lugar. |                                                                       |                     |
| 25 | «Chi Deja Huellas»                                                    |                     |
| Chi regresa del exterior y deja huellas de pata en todas partes en casa. |                                                                       |                     |
| 26 | «Chi se Detiene»                                                      |                     |
| Los Yamadas impiden que Chi toque muchas cosas. |                                                                       |                     |
| 27 | «Chi se Enoja»                                                        |                     |
| Youhei invita a sus amigos Mayu y Ryu, y presenta a Chi. Sin embargo, Ryu le tiene miedo a los gatos. |                                                                       |                     |
| 28 | «Chi Hace Amigos»                                                     |                     |
| Chi se enoja con Ryu, y los amigos de Youhei intentan compensar a Chi. |                                                                       |                     |
| 29 | «Chi Está Enamorada de»                                               |                     |
| Chi conoce a la señora de la tienda de mascotas y se enamora de Chi. |                                                                       |                     |
| 30 | «Chi es Seguida»                                                      |                     |
| Chi es seguida por la señora de la tienda de mascotas y la pierde. El Sr. Yamada se jacta de Chi a la tienda de mascotas. |                                                                       |                     |
| 31 | «Chi es Llevada»                                                      |                     |
| Chi es llevado en una bolsa de gatito y el Sr. Yamada vuelve a la tienda de mascotas para apostar quién es el gato más lindo. |                                                                       |                     |
| 32 | «Chi Corre Alrededor»                                                 |                     |
| Chi se encuentra con la señora de la tienda de mascotas nuevamente y escapa de ella. |                                                                       |                     |
| 33 | «Chi Sigue Esperando»                                                 |                     |
| Chi visita a los Furukawas, ve a Mi-chan, el conejo, y espera. |                                                                       |                     |
| 34 | «Chi es Suplantada»                                                   |                     |
| Chi visita al Akashi pensando que Lucky es comida, pero Lucky se hace pasar por Chi. |                                                                       |                     |
| 35 | «Chi Atraviesa»                                                       |                     |
| A Chi le gusta pasar por las cosas. |                                                                       |                     |
| 36 | «Chi no Duerme»                                                       |                     |
| Chi intenta dormir, y luego juega. |                                                                       |                     |
| 37 | «Chi se Asegura de»                                                   |                     |
| Youhei recibe su regalo de cumpleaños y a Chi le gusta. |                                                                       |                     |
| 38 | «Chi Sabe»                                                            |                     |
| La Sra. Yamada prepara la fiesta de cumpleaños de Youhei y espera que Chi no la arruine. |                                                                       |                     |
| 39 | «Chi Está Confundida»                                                 |                     |
| Comienza la fiesta de cumpleaños de Youhei y Chi tiene miedo del regalo de Youhei. |                                                                       |                     |
| 40 | «Chi Celebra»                                                         |                     |
| La fiesta de cumpleaños de Youhei termina y el Sr. Yamada tiene las nuevas imágenes desarrolladas. Los Yamadas se dan cuenta de que es el primer cumpleaños en el que Chi ha estado. |                                                                       |                     |
| 41 | «Chi Deambula Sin Rumbo Fijo»                                         |                     |
| Chi sale de su patio otra vez y persigue una mariposa. Chi se aleja de nuevo, esta vez a una calle de juegos. |                                                                       |                     |
| 42 | «Chi se Cuenta una Historia»                                          |                     |
| Chi es rescatada por un gato con una cinta alrededor de su cuello llamada Tama, y Tama sigue diciéndole a Chi que tenga cuidado. |                                                                       |                     |
| 43 | «Chi Hace su Debut»                                                   |                     |
| Chi sigue a Tama a una reunión de gatos por primera vez para conocer a otros gatos, incluido el gato mayor Fuji-San. |                                                                       |                     |
| 44 | «Chi Mira el Cielo»                                                   |                     |
| Comienza la reunión de gatos, y Fuji-San solo dice cosas reconfortantes a los gatos. |                                                                       |                     |
| 45 | «Chi es Tratada»                                                      |                     |
| Chi visita el lugar de Ijyuin para ver a Alice. |                                                                       |                     |
| 46 | «Chi es Lavado»                                                       |                     |
| La Sra. Yamada lleva a Chi a un salón de mascotas por primera vez con Ijyuin y Alice. |                                                                       |                     |
| 47 | «Chi se Abre»                                                         |                     |
| El Sr. Yamada intenta abrir la boca de Chi para cepillarse los dientes. |                                                                       |                     |
| 48 | «Chi se Cepilla los Dientes»                                          |                     |
| El Sr. Yamada compra cosas de la tienda de mascotas y nuevamente trata de cepillar los dientes de Chi. |                                                                       |                     |
| 49 | «Chi es Probada»                                                      |                     |
| Los Yamadas quieren ir de viaje, pero tienen miedo de que Chi no pueda venir, por lo que el Sr. Yamada y Youhei llevan a Chi a tomar un autobús primero. |                                                                       |                     |
| 50 | «Chi se Mete en el Coche»                                             |                     |
| Los Yamadas quieren ir de viaje con Chi y por eso deciden comprar un auto. |                                                                       |                     |
| 51 | «Chi se Apaga»                                                        |                     |
| Los Yamadas conducen su auto nuevo por el vecindario con Chi. |                                                                       |                     |
| 52 | «Chi Va a Casa»                                                       |                     |
| El Sr. Yamada se está acostumbrando a conducir, y van a un lugar para almorzar. Entonces Chi sale por la ventana. |                                                                       |                     |
| 53 | «Chi Rueda Alrededor»                                                 |                     |
| Los Yamadas deciden ir a jugar tenis mientras Chi juega con pelotas de tenis. |                                                                       |                     |
| 54 | «Chi Corre por Aquí y por Allá»                                       |                     |
| El Sr. y la Sra. Yamada juegan tenis entre ellos y Chi quiere jugar con la pelota de tenis. |                                                                       |                     |
| 55 | «Chi se Zambulle»                                                     |                     |
| Chi va a la casa de Fuji-San. |                                                                       |                     |
| 56 | «Chi es Admirada»                                                     |                     |
| Fuji-San lleva a Chi a la reunión de gatos y luego David asusta a los otros gatos. |                                                                       |                     |
| 57 | «Chi Recorta el Árbol de Bambú»                                       |                     |
| Llega el Festival Tanabata (Bambú) y los Yamadas obtienen un árbol de bambú para decorar, pero Chi regresa a casa. |                                                                       |                     |
| 58 | «Chi Desea Sobre una Estrella»                                        |                     |
| Como el árbol de bambú está arruinado, los Yamadas usan un árbol de Navidad y Youhei pide un deseo. |                                                                       |                     |
| 59 | «Chi se Moja»                                                         |                     |
| Chi sale y luego llueve. |                                                                       |                     |
| 60 | «Chi Toma Refugio de la Lluvia»                                       |                     |
| Chi lleva a Tama y evita la lluvia. |                                                                       |                     |
| 61 | «Chi Persigue»                                                        |                     |
| Chi intenta atrapar una mosca. |                                                                       |                     |
| 62 | «Chi es Aspirada»                                                     |                     |
| La señora Yamada intenta aspirar la casa, pero Chi no quiere moverse. |                                                                       |                     |
| 63 | «Chi Está Sincronizada»                                               |                     |
| Chi y Youhei están sincronizados juntos. |                                                                       |                     |
| 64 | «Chi Sale del Peligro»                                                |                     |
| Youhei y Chi están solos en casa. |                                                                       |                     |
| 65 | «Chi es Tratada»                                                      |                     |
| Tama y Alice discuten sobre qué comida es mejor, y Chi actúa como juez. |                                                                       |                     |
| 66 | «Chi es Seguida»                                                      |                     |
| Tama y Alice vigilan a Chi. Mientras discuten, ella se aleja. |                                                                       |                     |
| 67 | «Chi es Descubierta»                                                  |                     |
| Chi se aleja y aprende a trepar a un árbol, pero no puede bajar. |                                                                       |                     |
| 68 | «Chi Baja»                                                            |                     |
| Chi está atrapado en un árbol y Ryu rescata a Chi para superar su miedo. |                                                                       |                     |
| 69 | «Cucharadas de Chi»                                                   |                     |
| Ha llegado el verano y los Yamadas planean tener nagashi-soumen, que son fideos comidos directamente del agua que fluye a través de pequeños canales de bambú. |                                                                       |                     |
| 70 | «Chi va a lo Largo»                                                   |                     |
| El Festival de Verano ha llegado y es la primera vez de Chi con Tama. |                                                                       |                     |
| 71 | «Experiencia Chi»                                                     |                     |
| Chi llega a experimentar el Festival de Verano con Tama. |                                                                       |                     |
| 72 | «Chi Mira Hacia Arriba»                                               |                     |
| Chi y Tama se divierten en el Festival de Verano. Chi es encontrado por los Yamadas y parece sorprendido por los fuegos artificiales. |                                                                       |                     |
| 73 | «Chi se Vuelve Popular»                                               |                     |
| El Sr. y la Sra. Yamada compiten por quién entiende mejor a Chi. |                                                                       |                     |
| 74 | «Chi Salta»                                                           |                     |
| La Sra. Yamada le compra a Youhei un globo. |                                                                       |                     |
| 75 | «Chi se Jacta»                                                        |                     |
| Chi sigue al perro David y muestra que puede ir a cualquier parte. |                                                                       |                     |
| 76 | «Chi se Cae»                                                          |                     |
| Chi queda atrapado en un bote de basura y no puede salir. |                                                                       |                     |
| 77 | «Chi Cruza el Mar»                                                    |                     |
| Los Yamadas y Chi irán a Hokkaido a visitar a Juri y su familia. Llevan a Chi para el crucero, pero Chi tiene que permanecer en una jaula. |                                                                       |                     |
| 78 | «Chi Cabalga por Hokkaido»                                            |                     |
| Los Yamadas y Chi llegan a Hokkaido y se dirigen al rancho de Juri y su familia. |                                                                       |                     |
| 79 | «Chi Monta un Caballo»                                                |                     |
| Juri les muestra a Youhei y Chi los caballos. Youhei monta junto a Juri en un pony mientras que Chi, por otro lado, tiene un paseo diferente. |                                                                       |                     |
| 80 | «Chi Asusta a las Personas»                                           |                     |
| Es hora de acostarse para Youhei y Juri, pero Youhei se asusta cuando Juri dice que hay monstruos. |                                                                       |                     |
| 81 | «Chi está Rodeada»                                                    |                     |
| Es temprano en la mañana, y la mañana que canta del gallo despierta a Chi. Chi se encuentra presa y problemas. |                                                                       |                     |
| 82 | «Chi se Encuentra con una Vaca»                                       |                     |
| Juri les muestra a Youhei y Chi el establo donde ordeñan vacas. |                                                                       |                     |
| 83 | «Chi ve Estrellas»                                                    |                     |
| Es el último día que se quedan los Yamadas y Chi. Juri decide mostrarle a Youhei y Chi su tesoro. |                                                                       |                     |
| 84 | «Chi se Encuentra con un Zorro del Norte»                             |                     |
| Los Yamadas y Chi finalmente abandonan el rancho, pero luego se detienen en un campo de girasol y deciden tomar una foto. Pero luego Chi sigue a una mariposa y se encuentra con un zorro del norte. |                                                                       |                     |
| 85 | «Chi es Acompañada»                                                   |                     |
| El Sr. Yamada tiene que trabajar y no puede jugar con Chi; Pero Chi siempre causa problemas y no puede quedarse quieto. |                                                                       |                     |
| 86 | «Chi Juega en el Patio»                                               |                     |
| Kusano Yuki se acerca a los Yamadas para jugar con David. Chi intenta jugar con David en el patio. |                                                                       |                     |
| 87 | «Chi se Muestra Gratitud»                                             |                     |
| La mujer de la tienda de mascotas viene a visitar a Chi y le trae ropa para mascotas. Cuando Chi huye de la sesión de disfraces de la dama de la tienda de mascotas, Chi encuentra a Youhei con la Sra. Yamada, jugando con Mayu y Ryu. Cuando la vendedora de mascotas la encuentra, hay una sorpresa. |                                                                       |                     |
| 88 | «Chi va de la Mano»                                                   |                     |
| Chi va a la reunión de gatos y Alice viene y trata de encajar. |                                                                       |                     |
| 89 | «Chi se Enreda»                                                       |                     |
| El juguete favorito de Chi está desgastado y la Sra. Yamada intenta hacer un juguete casero para que Chi juegue. |                                                                       |                     |
| 90 | «Chi Tiene una Reunión»                                               |                     |
| El Sr. Yamada llega tarde a una reunión importante, pero en su apuro, sin saberlo, lleva consigo a Chi. |                                                                       |                     |
| 91 | «Chi Saca una Actuación»                                              |                     |
| Youhei practica el piano para la escuela y Chi también quiere tocar. |                                                                       |                     |
| 92 | «Chi Siembra Semillas»                                                |                     |
| Los Yamadas decidieron plantar algunas flores y Chi quiere jugar en su jardín recién hecho. |                                                                       |                     |
| 93 | «Chi Está Equivocada»                                                 |                     |
| Chi recuerda a su primer amigo, el gran gato negro. |                                                                       |                     |
| 94 | «Chi Entra en Pánico»                                                 |                     |
| Chi se mete por error en una camioneta y sale de la ciudad. Chi está perdido y no puede llegar a casa. |                                                                       |                     |
| 95 | «Chi Está Rodeada»                                                    |                     |
| Chi no pudo encontrar el camino a casa, pero encuentra una compañía dirigida por Tiger. |                                                                       |                     |
| 96 | «Chi se Queda la Noche»                                               |                     |
| Chi duerme en casa de Tiger y su amigo, pero quiere irse a casa. |                                                                       |                     |
| 97 | «Chi Transmite un Mensaje»                                            |                     |
| Chi va camino a casa hasta que conoce a la hermana pequeña de Tama, Hana. |                                                                       |                     |
| 98 | «Chi Continúa»                                                        |                     |
| Chi intenta seguir al sol para encontrar su hogar, pero encuentra muchos obstáculos. Todos, incluidos los Yamadas, continúan buscando Chi. |                                                                       |                     |
| 99 | «Chi se Derrumba»                                                     |                     |
| Chi todavía no puede encontrar el camino a casa y se desplomó de cansancio. Los Yamadas aún no han dejado de buscar Chi. |                                                                       |                     |
| 100 | «Chi Reunida»                                                         |                     |
| Chi se encuentra con el gran gato negro de nuevo. |                                                                       |                     |
| 101 | «Chi es Feliz»                                                        |                     |
| Chi viaja con el gran gato negro. |                                                                       |                     |
| 102 | «Chi Renueva su Promesa»                                              |                     |
| Chi encuentra su camino a casa e hizo una promesa con el gran gato negro. |                                                                       |                     |
| 103 | «Chi Corre»                                                           |                     |
| Los Yamadas van al lugar donde encontraron Chi por primera vez, y encuentran a Chi nuevamente. |                                                                       |                     |
| 104 | «Chi Hace una Familia»                                                |                     |
| Chi finalmente regresa a casa y todos organizan una fiesta para ella. Todos allí son su familia. |                                                                       |                     |

## Otras lecturas
- Santos, Carlo (14 de septiembre de 2010). «Sayonara, Krauser-sensei - RTO». Anime News Network.
- Thompson, Jason (28 de febrero de 2013). «Jason Thompson's House of 1000 Manga - Chi's Sweet Home». Anime News Network.